# Davit Volkovi
Davit Volkovi (en georgià: დავით ვოლკოვი; nascut a Tblisi el 3 de juny de 1995) és un futbolista professional georgià que juga com a davanter del Zira a la Premier League d'Azerbaidjan.

## Trajectòria

### Inicis a Geòrgia
Volkovi va debutar amb el FC Gagra a la Umaglesi Liga la temporada 2012-13, marcant 10 gols en 26 aparicions amb només 18 anys. Després d'aquesta irrupció a la lliga, va fitxar pel FC Dinamo Tbilisi. A la seva primera temporada, va jugar principalment amb el segon equip que competia a la Pirveli Liga, la segona divisió georgiana. Va ser incorporat al primer equip a la segona meitat de la temporada 2014-15. Va començar la Lliga Umaglesi 2015-16 com a part de l'equip principal i però només va jugar3 partits amb Dinamo Tbilisi, que va guanyar el seu 16è títol nacional. Degut a la dura competència que hi havia al Dinamo, amb molts davanters, alguns d'ells internacionals, Volkovi va acceptar una cessió al FC Chikhura Sachkhere on va jugar la segona meitat de la temporada. Va debutar el 12 de març de 2016 contra el Dila Gori i va acabar marcant 4 gols a 8 aparicions, aconseguint la quarta posició a la lliga i classificant-se per a la UEFA Europa League. En tornar d'aquesta primera cessió, va tornar a sortir cedit, aquest cop al FC Sioni Bolnisi,. Va debutar marcant el contra el Saburtalo però tot i el seu bon rendiment individual, marcant 6 gols en 14 partits i acabant com el quart millor golejador de la lliga, el Sioni va acabar perdent la categoria.

### Sèrbia
Al final de la temporada va tornar al Dinamo Tbilisi, i el febrer de 2017 va ser traspassat al FK Zemun, un dels candidats a l'ascens de la segona divisió Sèrbia. Volkovi va debutar al final de la lliga marcant un gol contra el Dinamo Vranje, en el que va ser l'únic partit jugat amb l'equip serbi. Finalment el Zemun va acabar segon, aconseguint l'ascens a la SuperLiga Sèrbia 2017-18.

### Retorn a Geòrgia
Després de passar mitja temporada a la banqueta de la segona categoria sèrbia, Volkovi tenia gana de marcar gols. així que a l'estiu de 2017 Volkovi va decidir tornar a Geòrgia i va signar amb el FC Saburtalo Tbilisi de la primera divisió. Va ser titular des de la primera jornada i ja el segon partit va fer un hattrick en la victòria per 6-0 contra el FC Locomotive Tbilisi. En total, va jugar 45 partits amb l'equip de la capital, va marcar 18 gols i va fer 4 assistències. A més, també va guanyar la lliga de Geòrgia la temporada 2017/18.

### Azerbaidjan
L'11 de gener de 2019, es va convertir en jugador del Kabala FK. Va debutar amb aquest club d'Azerbaidjan el 3 de febrer de 2019 en un partit contra el Sumqayıt FK. En total, va jugar 27 partits amb aquest club azerbaidjan i va marcar 7 gols. Van guanyar la Copa d'Azerbaidjan 2018-19.
L'1 de gener de 2020, va fitxar pel Zirə Baku. Va debutar amb aquest equip l'1 de febrer de 2020 en el partit contra el Sabah Baku (2-0 per Zirə).  En total, va jugar 58 partits amb aquest equip i va marcar 20 gols.
El 12 de juny de 2022, el Sabah va anunciar el ftxatge de Volkovi amb un contracte de dos anys.
El 13 de juny de 2024, el Zirə Baku va anunciar el retorn de Volkovi amb un contracte de dos anys.

## Selecció de Geòrgia
Va fer el seu debut amb la selecció de futbol de Geòrgia l'11 de novembre de 2021 en un partit de classificació per a la Copa del Món contra Suècia, una victòria a casa de Geòrgia per 2-0. Va marcar el seu primer gol internacional quatre dies després, l'únic gol en una victòria amistosa per 1-0 contra Uzbekistan.

## Palmarès

#### Dinamo Tbilisi
- 1 Lliga de Geòrgia: 2015-16
- 2 Copes de Geòrgia: 2014-15, 2015-16
- 1 Supercopa de Geòrgia: 2015

#### Saburtalo Tbilisi
- 1 Lliga de Geòrgia: 2018

#### Gabala
- 1 Copa d'Azerbaidjan: 2018–19